# BrotHaus
Die BrotHaus GmbH (ehemals GmbH & Co. KG) ist eine Bäckerei mit rund 65 Fachgeschäften und Cafés im Norden und Westen von Mittelfranken. Der Hauptsitz ist in Burgbernheim.

## Geschichte
Im April 2011 schlossen sich die Bäckereibetriebe „Der Bäcker Fischer“ aus Neusitz bei Rothenburg ob der Tauber und der „Bäckerei Bräuninger“ aus Neustadt a. d. Aisch zu der Bäckerei BrotHaus zusammen. Geschäftsführer von BrotHaus wurden die beiden Bäckermeister Marcus Fischer und Jürgen Bräuninger.
Im März 2019 wurde Klaus Schäfer als Nachfolger von Bräuninger auf dem Posten des zweiten Geschäftsführers neben Fischer. 2022 wurde das Unternehmen der neue Betreiber des regional bekannten, seit 1911 bestehenden Caféhaus Michel am Marktplatz von Würzburg. 2023 wurde der Firmensitz in Burgbernheim durch eine neue Versand- und Logistikhalle erweitert.

## Unternehmensstruktur

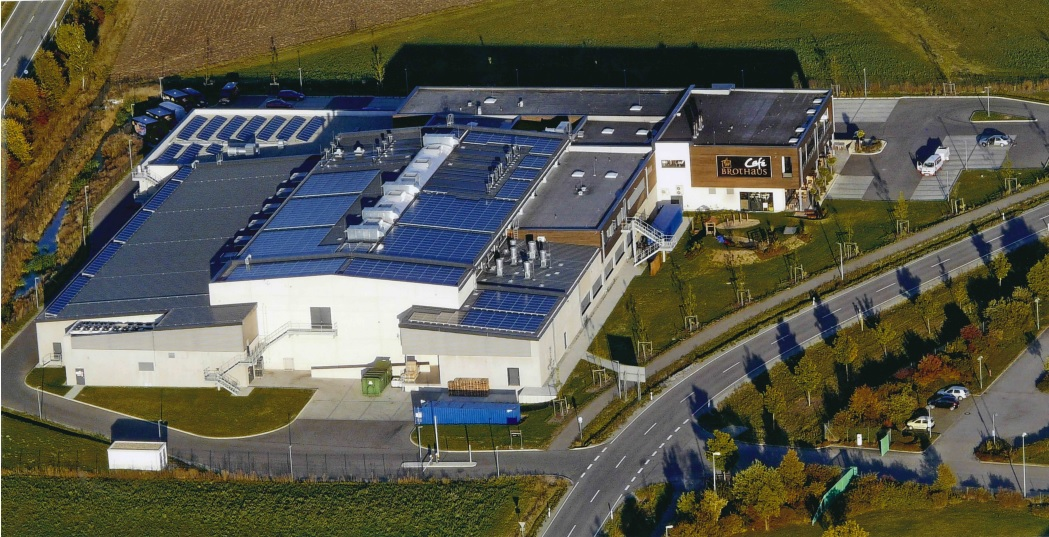
Backstube und Verwaltung der Brothaus GmbH in Burgbernheim

Die Verwaltung und die Backstube von BrotHaus befinden sich in Burgbernheim. Der Umsatz des Unternehmens betrug im Jahr 2021 insgesamt 53,4 Millionen Euro, ein Anstieg gegenüber dem Vorjahresumsatz von rund 49,6 Millionen Euro. Das Unternehmen wies für diese Jahre auf Beeinträchtigungen im Verkauf durch die Einschränkungen der COVID-19-Pandemie hin.
Im Jahr 2023 betrieb BrotHaus insgesamt 65 Filialen in neun Landkreisen, gelegen in einem Umkreis des Firmensitzes von rund 85 Kilometern. 2022 arbeiteten bei BrotHaus insgesamt 864 Mitarbeiter in Voll- oder Teilzeit sowie 226 geringfügig Beschäftigte. Die Filialen befinden sich sowohl in Großstädten wie Nürnberg, Fürth oder Erlangen, als auch in Kleinstädten oder Dörfern. Damit zählt BrotHaus zu den größten Bäckereibetrieben in der Region Franken.
Das Unternehmen betreibt eine eigene Stiftung, die BrotHaus-Stiftung, die verschiedene gemeinnützige Projekte unterstützt.

## Produkte
In der Firmenzentrale wird eine Handwerks-Backstube betrieben. Von dort werden Backwaren zweimal am Tag an die Filialen geliefert, wo neben Backwaren auch Frühstücksangebote und verschiedene Snacks verkauft werden. Weiterhin beliefert das Unternehmen Hotels und Gastronomien.

## Auszeichnungen
- 2023: Wahl auf Platz 4 der beliebtesten Bäckereien Bayerns durch das Magazin Falstaff[13]